# Huntiglennia williamsi
Genre
Espèce
Huntiglennia williamsi, unique représentant du genre Huntiglennia, est une espèce d'araignées aranéomorphes de la famille des Salticidae.

## Distribution
Cette espèce est endémique de Nouvelle-Galles du Sud en Australie.

## Description
La carapace de la femelle holotype mesure 1,10 mm de long sur 0,75 mm et l'abdomen 1,24 mm de long et la carapace du mâle paratype mesure 1,35 mm de long sur 0,99 mm et l'abdomen 1,78 mm de long.

## Étymologie
Cette espèce est nommée en l'honneur de Geoff Williams.
Ce genre est nommé en l'honneur de Glenn S. Hunt.

## Publication originale
- Żabka & Gray, 2004 : Salticidae (Arachnida: Araneae) from the Oriental, Australian and Pacific regions, XVIII. Huntiglennia -- a new genus from Australia. Annales Zoologici Warszawa, vol. 54, no 3, p. 587-590 (texte intégral).